# Ambassade de Suède en Estonie
 (mai 2025).
L'ambassade de Suède en Estonie (estonien : Rootsi Suursaatkond Tallinnas) est la représentation diplomatique de la Suède auprès de la république d'Estonie.

## Ambassade
L'ambassade est située dans le palais von Rosen a l'adresse Pikk tänav 28.
Il existe également des consulats honoraires à Narva et à Tartu.
Business Sweden a une représentation à Tallinn.

## Histoire
Le 11 décembre 1989, le bureau de Tallinn du consulat général de Suède à Leningrad a été ouvert à Endla tänav 4a à Tallinn. Le consul Håkan Damm, le consul adjoint Ann Kask, le spécialiste des visas Valdo Kask, l'assistante consulaire et des affaires d'information Maarika Saarna et deux autres assistants suédois travaillaient dans le bureau au moment de l'ouverture.
Avant la Seconde Guerre mondiale, l'ambassade de Suède était située à Riga, le consulat de Suède à Tallinn était situé au 4 rue Valli.

## Ambassadeurs de Suède en Estonie
| Nom                                | Période   | Titre             |
| ---------------------------------- | --------- | ----------------- |
| Einar af Wirsén                    | 1921      | chargé d'affaires |
| Torsten Undén                      | 1921–1928 | Envoyé            |
| Patrik Reuterswärd                 | 1928–1935 | Envoyé            |
| Birger Johansson                   | 1935–1941 | envoyé            |
| Svante Hellstedt                   | 1939–1940 | chargé d'affaires |
| Occupation soviétique de l'Estonie | 1940–1991 | –                 |
| Lars Grundberg                     | 1991–1995 | Ambassadeur       |
| Katarina Brodin                    | 1995–1998 | Ambassadeur       |
| Elisabet Borsiin Bonnier           | 1998–2003 | Ambassadeur       |
| Dag Hartelius                      | 2003–2008 | Ambassadeur       |
| Jan Palmstierna                    | 2008–2013 | Ambassadeur       |
| Anders Ljunggren                   | 2013–2018 | Ambassadeur       |
| Mikael Eriksson                    | seit 2018 | Ambassadeur       |